# Valserrheinbrücke
Die Valserrheinbrücke, auch Dorfbrücke Vals genannt, ist eine 2009 von Jürg Conzett und Peter Zumthor entworfene Trogbrücke in Vals im Schweizer Kanton Graubünden.

## Geschichte
Der Ort wurde oft von Naturgewalten wie Lawinen und Hochwasser heimgesucht. Schwer wog das durch Starkregen ausgelöste Hochwasser von 1868, das den gesamten Talboden überflutete und Teile des Ortes zerstörte. Man überlegte sogar im Anschluss an diese Katastrophe geschlossen nach Amerika auszuwandern.
Nach einem weiteren schlimmen Hochwasser, welches den Ort 1927 heimsuchte, wurde eine neue Dorfbrücke in schlichtem aber stabilen Stahlfachwerk errichtet. Die 1954 nahe dem Ort errichtete Staumauer des Zervreilasees bot weiteren Schutz. Dies zeigte sich, als die Niederschlagsmenge von 1987 sogar jene von 1868 übertraf. Dennoch kam es immer wieder zu Hochwasserständen, die zwar nicht dramatisch waren, aber doch zu hohen Schäden führten. So wurde 1999 die Dorfbrücke mit einer Hebevorrichtung ausgestattet, um das Wasser ungehinderter von Treibgut abfliessen zu lassen. Zusätzlich wurden Studien in Auftrag gegeben, deren Ergebnis war das Durchflussprofil des Flusses zu vergrössern und die Dämme mit Schutzmauern zu erhöhen. Die Dringlichkeit zeigte sich noch einmal am 7. September 2008, kurz vor dem Abriss der alten Brücke, als der durch starke Niederschläge (100 Liter pro m² innerhalb von 24 Stunden) verursachte Hochwasserstand bedrohliche Ausmasse erreichte und zu Schäden führte.

## Errichtung der Brücke
Diese Dorfbrücke wurde 2009 abgerissen und eine neue Überquerung aus Stahlbeton errichtet. Anschliessend wurde sie mit 84 mm dicken Natursteinplatten aus Valser Gneis verkleidet. Die Brücke überquert den Valser Rhein in einem schrägen Winkel und ist auf den Dorfplatz hin ausgerichtet. Die in Längsrichtung vorgespannte  Fahrbahnplatte (einspurig, alle Fahrzeuge) ist über eine Verzahnung aus Zinken und Keilen an den tragenden Seitenwänden eingehängt. Die Lagerung erfolgt über elastisch verbundene Stützen, die hinter den Uferwänden versteckt sind.
Architektonisch handelt es sich um eine komplexe Mischform zwischen Trogbrücke und Bogenbrücke. Die Brücke hat eine Länge von 24 Metern und ist 5,2 Meter breit.
Die Konstruktion und Architektur lagen bei Jürg Conzett von Conzett Bronzini Gartmann und Peter Zumthor. Die neue Brücke soll die alte Technik des Steinbrückenbaus auf subtile Weise mit der Stahlbeton-Moderne verbinden und dadurch zeitlos wirken. Die Gesamtkosten des Bauwerks beliefen sich auf 1,3 Millionen CHF.
Kritisch wird an der Konstruktion gesehen, dass die Fahrbahn aus der Sicht eines Autofahrers nicht gut einsehbar sei und im Winter rasch vereise. Auch wird darüber fahrenden Touristen der Blick auf den Fluss verwehrt.

## Preise
- 2013: Auszeichnung für gute Bauten Graubünden für Jürg Conzett und Peter Zumthor

## Bücher
- Wilfried Dechau (Hrsg.): Dorfbrücke Vals. Fotografisches Tagebuch. Wasmuth Verlag, Berlin 2010. ISBN 978-3-8030-0721-6
- Gute Bauten in Graubünden 2013 (= BVR-Informationen. 2/13, Sonderheft) Hrsg. vom Bündner Heimatschutz und der Bündner Vereinigung für Raumplanung. Chur 2013